# Trygodes accentuata
Trygodes accentuata là một loài bướm đêm trong họ Geometridae.